# Mickelsö
Mickelsö är  en ö i Åland (Finland). Den ligger i Skärgårdshavet och i kommunen Vårdö i landskapet Åland, i den sydvästra delen av landet. Ön ligger omkring 24 kilometer nordöst om Mariehamn och omkring 260 kilometer väster om Helsingfors.
Mickelsö har förbindelse med Horsholm och Töftö som ligger norr om Mickelsö. Ön är den sydligaste punkten i Vårdö kommun.

## Mickelsö natur

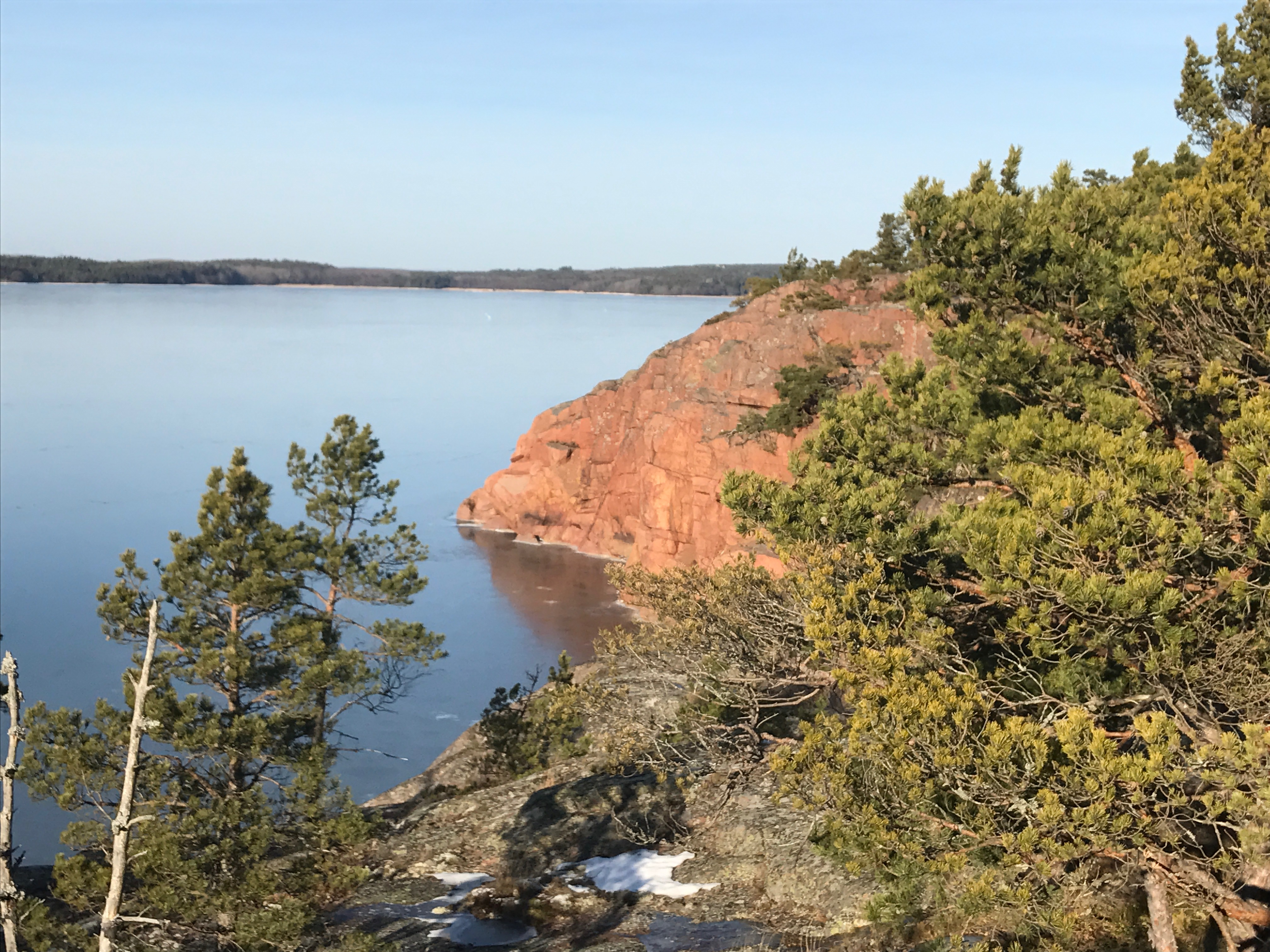
Falkbergen, Mickelsö

Mickelsö är 55 meter över havet på högsta platsen. Västra sidan stupar det brant ned i Lumparn, de röda granitklipporna är mäktiga att se från vattnet. Naturen består av lav- och mossbeväxt berg med vindpinade tallar. Några dalar med inslag av gran- och lövskog finns. På öns syd östra del finns några hektar jordbruksmark med ett par gårdar. Det finns några Stenåkrar (klapperstensfält) som har skapats då Mickelsö låg under vatten, vi förra istidens slut. Öster om Mickelsö ligger Bussöfjärden. En grund fjärd som omgärdas av öar. Fjärden är farbar med båt som inte är för djupgående.

## Mickelsö vandringsled
På Mickelsö finns en vandringsled på ca. 4 kilometer. Den börjar vid Töftö färjefäste och går förbi Horsholm, där leden passerar en privat badstrand och går upp på Kråbärsberget. Vandringen går genom tallbeväxta berg och man passerar några klapperstensfält. Man passerar Vårdberg och Falkbergen med fin utsikt över Lumparn, västra delen av ön stupar brant ned i vattnet. På nervägen passerar man Mickelsö by som är gårdsbebyggelsen på ön.